# Picardella catalaunica
Picardella catalaunica är en svampart som beskrevs av Santam. 1989. Picardella catalaunica ingår i släktet Picardella och familjen Laboulbeniaceae.   Inga underarter finns listade i Catalogue of Life.